# Mercedàries
Les mercedàries són les religioses, germanes o monges, que formen part de l'Orde de la Mercè, formant el Segon Orde Mercedari, part al seu torn de la família mercedària, i que, havent professat vots solemnes, es dediquen prioritàriament a la vida contemplativa.

## Les germanes o beates
Des de la fundació de l'Orde de la Mercè, estava prevista la presència de dones, germanes de l'Orde de la Mercè o beates. En l'acta de la donació feta per Juan de Baiona a l'orde, a Cocentaina el 5 de desembre de 1253, s'estableix que la donació es fa "als germans i germanes de Santa Maria del Puig". D'altra banda, les constitucions de 1272 regulen l'admissió de germanes en l'orde i estableix que en l'aniversari de la seva mort es recordessin les germanes igual que els germans.
Les germanes mercedàries eren, al segle xiii, dones de bona família, amb els mitjans suficients a la seva disposició perquè poguessin viure còmodament a les seves cases. No feien vida comunitària i vivien a casa seva, però participaven de l'espiritualitat de l'orde, dedicant-se al servei de Déu, als captius, als pobres i als malalts i observant la regla i les constitucions de l'Orde de la Mercè en la mesura que eren compatibles amb la condició femenina. Assistien als oficis comuns a les esglésies de l'orde.

## Primera comunitat femenina

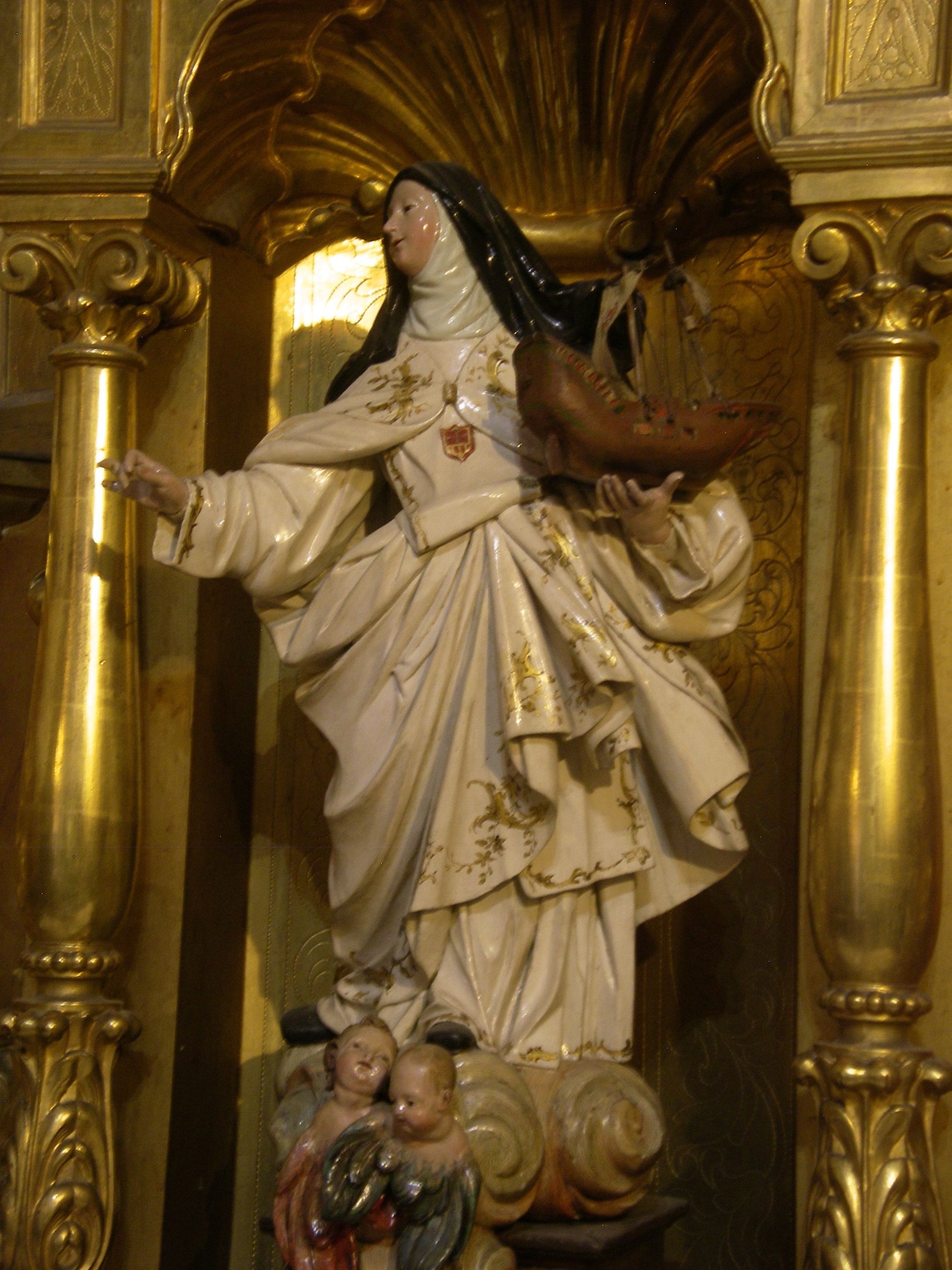
Talla del s. XVIII de Santa Maria de Cervelló, fundadora de les comunitats femenines mercedàries, que mostra l'hàbit de les monges (Barcelona, Església dels Sants Just i Pastor).

Durant el mestratge general de Bernat de Sant Romà (1260-1267) va iniciar-se en haver introduït la vida comunitària femenina al si de l'orde. Al capítol de Lleida es va autoritzar la formació de la primera comunitat de Germanes de l'Orde de la Mercè, que va ser creada a Barcelona sota la direcció d'una dama, Maria de Cervelló, que va fer la seva professió en l'orde el 25 de març de 1265. Es va establir així el primer convent de religioses mercedàries.
Maria de Cervelló va demanar de portar el mateix hàbit blanc dels mercedaris; com ells, les religioses feien el vot de treballar per la redempció de captius. Amb ella, joves de famílies nobles van formar la primera comunitat: Eulàlia Pinós, Isabel Bertí i Maria de Requesens, a les que aviat va unir-se la germana Colàgia.
El més habitual, però, era que les dones es reunissin a beateris, cases on vivien en comunitat i observaven la clausura, però sense excloure la vida activa d'apostolat i assistència als necessitats. Els seus vots es registraven als llibres de professions dels religiosos.

## Monges de la Mercè
Des del segle xvi en endavant i sobretot després del Concili de Trent, els beateris es van convertir en convents autònoms de clausura papal, de vida contemplativa, i van formar el Segon Orde Mercedari.
Els monestirs de monges es trobaven sota la jurisdicció de l'Orde de la Mercè. Les religioses es consideraven com a hereves i continuadores del primer convent fundat per Santa Maria de Cervelló. Tot i la seva vida contemplativa, les monges se sentien identificades amb el carisma de l'orde: la redempció de captius. Hi participaven recollint almoines per a la redempció i pregant pel bon resultat de les gestions dels frares.
El primer convent de monges de l'Orde de la Mercè és el de Guadalajara, aprovat per Juli II el 1509. Van continuar el convent de la Mare de Déu del Consol de Lorca (Múrcia), iniciat el 1514 i aprovat el 1515. El de Bilbao es va obrir cap al 1514 al centre de la ciutat vella i més tard es va traslladar a Lañomendi, on encara és en actiu com a Monasterio de San José. Religioses d'aquest monestir van fundar el convent de Deusto el 1538. L'any següent, va obrir el convent de Lete (Guipúscoa), traslladat després a Escoriaza (Santa Ana), molt a prop. El de Marquina es va fundar el 1548.
A Sevilla, Pius V va aprovar obrir un convent femení vora el convent dels mercedaris; va començar-ne les activitats en 1567.
A Madrid va fundar-se el convent de Nuestra Señora de la Concepción, conegut com de Don Juan de Alarcón en 1606 (avui habitat per mercedàries descalces), i el de San Fernando en 1676. El de Miguelturra, encara en funcionament, data de 1682, i el de Salern (Itàlia), de 1692.

## Mercedàries Descalces
L'aparició dels Mercedaris Descalços el 1606 va comportar la creació d'una branca femenina amb el mateix desig de viure en estricta i rigorosa clausura, amb la màxima austeritat i dedicades exclusivament a la contemplació. Va prendre el nom de Congregació de Religioses Descalces de la Mare de Déu de la Mercè. El primer monestir va ser el de Lora del Río (Sevilla), fundat el juny de 1617. En 1620, es va fundar el monestir de Fuentes i altres a: Osuna, Sant Josep de Sevilla (1633), Marchena (1637), Toro (1648), Mairena, Arcos de la Frontera, Madrid (beateri el 1626, fundat com a convent el 1663 i dedicat al Purísima Concepción; és conegut com a "las Góngoras") i el beateri de Lima (Perú), fundat el 1670, es va transformar en un monestir de clausura el 1724.
Segons les estadístiques presentades a Carles III d'Espanya sobre les monges de clausura, el 1724 hi havia 560 monges mercedàries entre la branca calçada i la descalça.

## Religioses de l'Orde de la Mare de Déu de la Mercè
Aquest grup, procedent de les germanes mercedàries de clausura, es va formar a partir de nou monestirs. El 30 d'agost de 1980, amb l'elecció de la governadora general, es va constituir jurídicament com a institut de perfecció. Les constitucions es van aprovar el 13 de maig de 1986.
Com a l'orde, les germanes professen el quart vot i el seu objectiu fonamental és viure el carisma mercedari, imitant Crist i fent-lo present com un amic, redemptor i alliberador dels captius, oprimits o cristians perseguits.
La casa mare és l'antic monestir de Don Juan de Alarcón de Madrid. En l'actualitat, hi ha 11 monestirs amb 173 religioses. També mantenen col·legis a Tarancón (Conca), Madrid (Tres Cantos, de la Merced i de Don Juan de Alarcón) i Ferrol.

## Mercedàries distingides
Entre les monges que es van distingir per la seva vida exemplar i la pràctica de les virtuts, hi ha, a banda de la fundadora Maria de Cervelló: María de la Antigua (1617), María de la Paz (1630), Ana de la Cruz (1636), Jacobella de la Cruz (1643), Maria de la Santíssima Trinitat (1653), Magdalena de Crist (1706), Maria Àngela del Santíssim Sagrament (1726), Maria Antònia de Jesús (1748) o Melchora de Jesús (1781). Especialment venerada és la mercedària descalça Mariana de Jesús, (Madrid, 1565- 1624), que ha estat proclamada beata.
Com a escriptores de diversos gèneres, destaquen: María de la Antigua, Luisa de l'Ascensión, Gregoria de Jesús María, Isabel del Santísimo Sacramento, Teresa María Ángela del Santísimo Sacramento, Paula de Jesús de Natzaret (1787), Melchora de Jesús (1725) i Maria Antònia de la Natividad.